# Пам'ятки архітектури Шацького району
Станом на 1 січня 2009 року у Шацькому районі Волинської області нараховується 10 пам'яток архітектури, з яких 3 — національного значення.
| № п/п                  | Найменування пам'ятки (матеріал)        | Адреса                 | Дата спорудження (автор) | Охор. № та № у комплексі | Дата і № рішення                                     |
| Національного значення | Національного значення                  | Національного значення | Національного значення   | Національного значення   | Національного значення                               |
| ---------------------- | --------------------------------------- | ---------------------- | ------------------------ | ------------------------ | ---------------------------------------------------- |
| 1                      | Казанська церква (дер.)                 | с. Піща                | 1801 р.                  | 1042                     | Постанова Ради Міністрів УРСР від 06.09.79 № 442     |
| 2                      | Петропавлівська церква (мур.)           | с. Світязь             | 1846 р.                  | 1043/1                   | -//-                                                 |
| 3                      | Дзвіниця Петропавлівської церкви (мур.) | с. Світязь             | 1846 р.                  | 1043/2                   | -//-                                                 |
| Місцевого значення     |                                         |                        |                          |                          |                                                      |
| 4                      | Церква Різдва Богородиці (мур.)         | смт. Шацьк             | 1838 р.                  | 271-м                    | Рішення виконкому обласної ради від 03.04.92 р. № 76 |
| 5                      | Варварівська церква (дер.)              | с. Острів'я            | поч. 18 ст.              | 213-м/2                  | -//-                                                 |
|                        | Ансамбль садиби Гутовського             | с. Піща                |                          | 214-м                    | -//-                                                 |
| 6                      | Будинок Гутовського (мур.)              | с. Піща                | 1890 р.                  | 214-м/1                  | -//-                                                 |
| 7                      | Млин (мур.)                             | с. Піща                | 1890 р.                  | 214-м/2                  | -//-                                                 |
| 8                      | Каплиця (мур.)                          | с. Піща                | 19 ст.                   | 214-м/3                  | -//-                                                 |
| 9                      | Господарські будівлі (мур.)             | с. Піща                | 1890 р.                  | 214-м/4                  | -//-                                                 |
| 10                     | Миколаївська церква (дер.)              | с. Пульмо              | 1895 р.                  | 215-м                    | -//-                                                 |

## Джерело
- [Архівовано 9 листопада 2016 у Wayback Machine.] Пам'ятки Волинської області